# Hanna Lodin
Hanna Karin Alexandra Lodin, född 3 juli 1999 i Klosters församling i Eskilstuna, är en svensk längdskidåkare som tävlar för Tunafors IK, i Ski Classics representerar hon laget Team Engcon.

## Karriär
I Ski Classics har hon tagit ett flertal fina placeringar, och sin första pallplats tog hon den 9 februari 2025 när hon blev trea i Jizerská padesátka.